# Ирина Лакапина
Ирина (рођена као Марија) Лакапина (грчки: Μαρία/Ειρήνη Λακαπηνή, бугарски: Ирина Лакапина; умрла пре 963.) је била бугарска царица (927-пре 963.), супруга Петра I Бугарског. 

## Биографија

### Брак
Како би се показао достојним свога оца, Петар је 927. године напао византијску Тракију. Међутим, он је био спреман да преговара о миру, те је напад био краткотрајан. Византијски цар Роман је искористио промену на бугарском престолу и предложио новом бугарском цару династички брак између Лакапина и бугарске владајуће династије. Њиме би се окончао рат кога је отпочео још Петров отац Симеон 913. године. Роман је организовао брак између своје унуке Марије и Петра. Марија је била ћерка Христифора Лакапина, најстаријег сина Романовог и савладара свога оца (921—931). Марија је тако постала прва византијска принцеза која се удала за страног владара. Деценијама касније, Романов савладар и наследник, Константин Порфирогенит, критиковао га је због овог поступка. Октобра 927. године Петар је стигао у близину Цариграда где се састао са Романом и потписао мировни споразум. Оженио је Марију 8. новембра. Брак је означио почетак нове ере у византијско-бугарским односима. Марија је преименована у Ирину што на грчком значи "мир". Последњи помен Ирине у изворима је из 940. године када она долази са тројицом синова у Цариград. Претпоставља се да је умрла пре 963. године.

### Деца
Петар и Ирина имали су неколико синова, укључујући и:
- Пленимир
- Борис II, који је наследио бугарски престо 969. године
- Роман, који је наследио бугарски престо 976. године